# Roy Heenan
Roy Lacaud Heenan (Ciudad de México, 28 de septiembre de 1935-Montreal, 3 de febrero de 2017) fue un abogado laboralista, académico y coleccionista de arte canadiense. Fue socio fundador de la firma de abogados canadiense Heenan Blaikie 

## Primeros años
Nació en Ciudad de México en 1935, hijo de Ernest Heenan y su esposa Yvonne Lacaud. Se mudó a Canadá en 1947. Asistió a Trinity College School en Port Hope, Ontario, y se graduó en 1953. Posteriormente, Heenan recibió una licenciatura en artes en 1957 y una licenciatura en derecho civil en 1960, ambas de la Universidad McGill, donde se unió a la Sociedad Kappa Alpha.

## Carrera
Heenan fue llamado al Colegio de Abogados de Quebec en 1961. Fue cofundador de Heenan Blaikie en 1973 y presidente del Comité Ejecutivo hasta 2012. La firma cerró en 2014 después de que sus socios votaron para disolverla.
Fue profesor adjunto de derecho laboral en la Universidad McGill de 1971 a 1996 y profesor del Centro de Relaciones Industriales de la Universidad de Queen desde 1972. También había enseñado en la Universidad Laval y la Universidad de Ottawa.
Heenan fue el primer presidente de la Fundación Pierre Elliott Trudeau. También fue miembro del directorio de la Canadian Broadcasting Corporation.

## Fallecimiento
Falleció después de una larga enfermedad el 3 de febrero de 2017, a los 81 años.

## Honores
En 1998, Heenan fue nombrado Oficial de la Orden de Canadá en reconocimiento a ser "uno de los principales abogados laborales del país que también ha realizado contribuciones significativas a la vida académica y al mundo del arte". La Universidad McGill le otorgó un doctorado honorario en Derecho (LL. D.) en 2008.